# Turdus assimilis
El mirlo gorgiblanco (Turdus assimilis), también conocido como zorzal cuelliblanco o zorzal gorjiblanco, es una especie de ave paseriforme de la familia Turdidae. 
Es nativo de México, Guatemala, Belice, Honduras, El Salvador, Nicaragua, Costa Rica y Panamá. Su hábitat natural incluye bosque tropical y subtropical y las zonas de matorral. Anteriormente se consideraba conespecífico del zorzal de Danagua.